# Alice Sant'Anna
Alice Sant'Anna, född 24 maj 1988 i Rio de Janeiro, är en brasiliansk poet.

## Biografi
Sant'Anna föddes 1988 i Rio de Janeiro och växte upp i en konstnärlig familj. Hennes far är fotograf och hennes mor arbetar inom modebranschen. Hon började spela flera musikinstrument.
Under tonåren läste Sant'Anna mycket. I 15-årsåldern upptäckte hon dikter av Ana Cristina Cesar, något som samföll med att hennes far skulle fotografera poeten Armando Freitas Filho, som hade hand om Cesars arkiv. Filho blev snart Sant'Annas mentor.
Hennes debutbok Dobradura kom 2008.
Några av de resor hon gjorde under tonåren, till exempel till Nya Zeeland och Paris, blev viktiga inspirationskällor för Sant'Annas författarskap. Under resan till Paris studerade hon japansk diktning, något som fick effekter i hennes andra bok, Rabo de baleia.
Sant'Anna räknas som en efterföljare till den "marginella generationen" i brasiliansk poesi, eftersom hennes diktning har ett vardagligt språk, med tydliga bilder och drömlika ämnen. Likt Cesar har hon ofta med resescener och avbrutna berättelser i sina dikter. En annan poet från den marginella generationen hon har som förebild är Chacal.
Hon arbetar vid Instituto Moreira Salles med utgivningen av det litterära essä-magasinet Serrote och skriver en gång i veckan åt dagstidningen O Globo. Hon har även en mastersutbildning i litteratur vid PUC-Rio (Pontifícia Universidade Católica).
Sant'Anna medverkar i egenskap av sig själv i dokumentärfilmen Wide Sargasso Sea (2011). Hennes dikter har översatts till bland annat engelska.
Hon var en av de brasilianare som medverkade vid 2014 års upplaga av Bokmässan i Göteborg.

## Filmografi
- Wide Sargasso Sea, 2011[10]

## Priser och utmärkelser
- 2013 - APCA (Associação Paulista de Críticos de Arte) för poesiboken Rabo de baleia.[2]

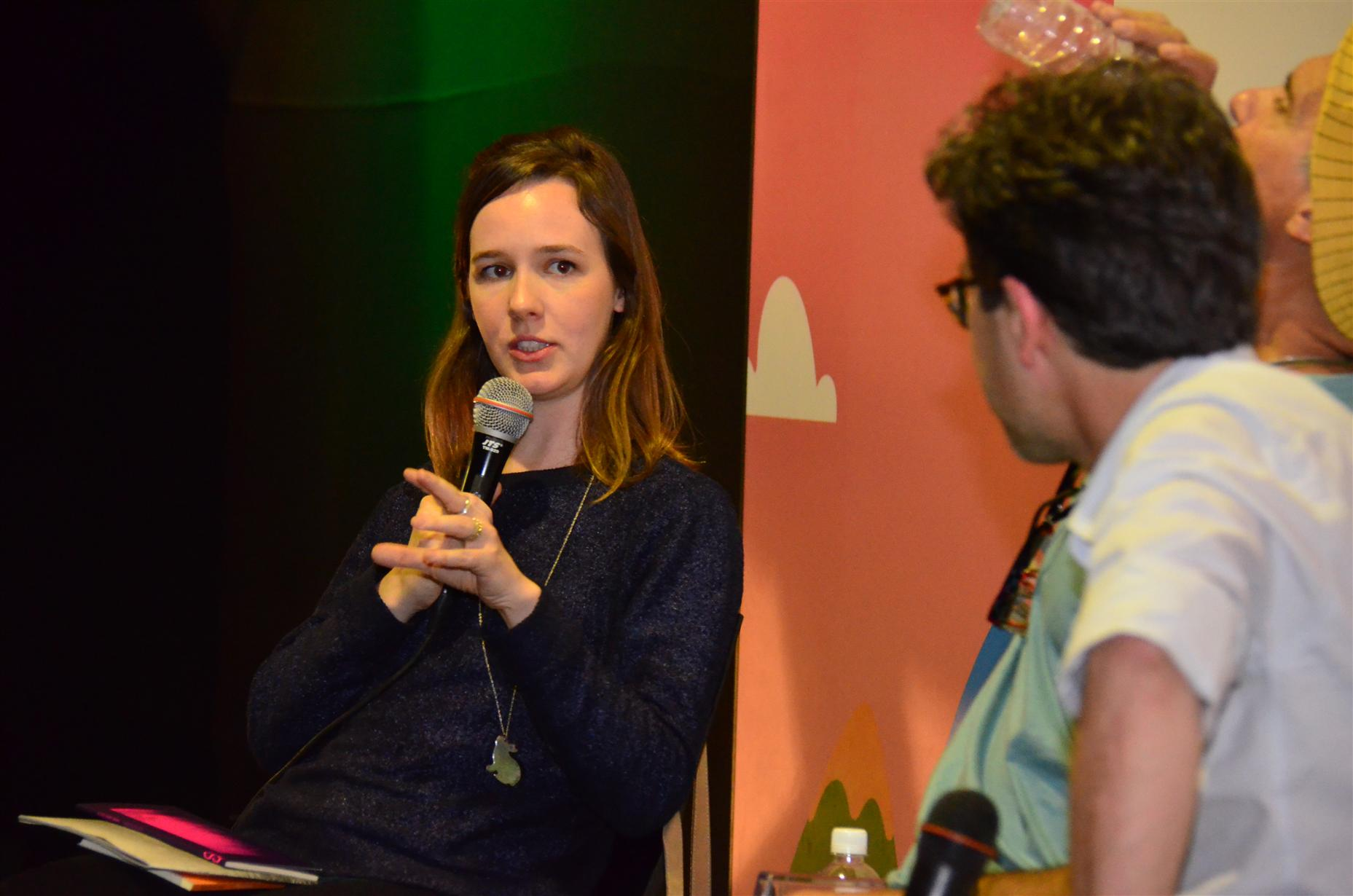
Sant'Anna i paneldebatt om poeten Chacal, 2014.